# Lavinia Fitzalan-Howard, hertuginde af Norfolk
Lavinia Fitzalan-Howard LG CBE (født Strutt; 22. marts 1916 – 10. december 1995) var en engelsk adelskvinde. Hun var gift med den 16. hertug af Norfolk. Han var arvelig Earl Marshal, og han arrangerede de britiske kroninger i 1937 og i 1953.

## Kroningerne i 1937 og 1953
Ved kong Georg 6. af Storbritanniens kroning i 1937 var Lavinia Fitzalan-Howard én af de fire hertuginder, der bar dronning Elizabeth Bowes-Lyons baldakin. Ved Elizabeth 2. af Storbritanniens kroning i 1953 var Lavinia Fitzalan-Howard dronningens påklæderske ved generalprøven.

## Efterkommere
Lavinia Fitzalan-Howard fik fire døtre, tre børnebørn og to oldebørn. Den yngste datter er gift med den konservative politiker Michael Ancram (født 1945). Den ældste datterdatter er gift med den konservative politiker Nick Hurd (født 1962). 
Lavinia Fitzalan-Howards mand var både den 16. hertug af Norfolk og den 13. lord Herries af Terregles.
Hendes ældste datter blev den 14. lady Herries af Terregles. Den næstældste datter blev den 15. lady Herries af Terregles. Senere den yngste af de fire døtre den 16. lady Herries af Terregles.